# 波田野朋子
波田野 朋子（はたの ともこ、1月23日 - ）は、元NHK新潟放送局の契約アナウンサー。
新潟県新潟市出身。血液型A型。2004年4月NHK新潟に入局。以後3年間、主に夕方の番組を担当し、2007年3月に任期満了で退局した。

## NHKでの担当番組
- あなたもWelcome!ゆうどき新潟（～2006年3月）
- ゆうどきネットワーク新潟（2006年度）

| スタブアイコン | サブスタブ | この項目は、まだ閲覧者の調べものの参照としては役立たない、アナウンサーに関連した書きかけの項目です。この項目を加筆・訂正などしてくださる協力者を求めています（PJ:アナウンサー）。 |